# Hermandad de Costaleros del Santísimo Cristo de la Pasión (Úbeda)

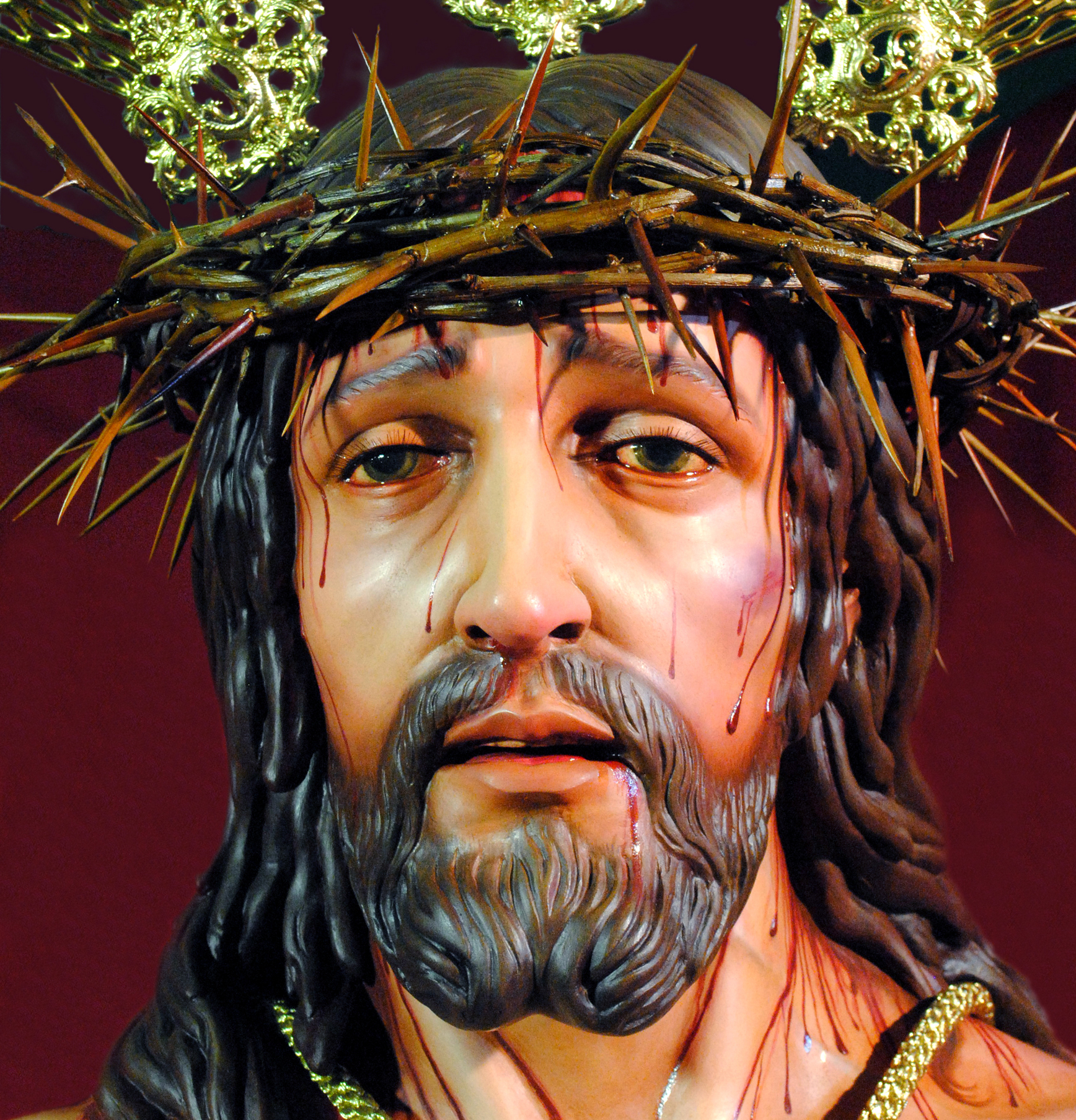
Imagen del Cristo de la Pasión

La Hermandad de Costaleros del Santísimo Cristo de la Pasión fue fundada en 1984 con el objetivo de ayudar al resto de las hermandades de Úbeda a encontrar costaleros para portar sus pasos y tronos. El núcleo originario estaba compuesto por un grupo de jóvenes de diversas hermandades y cofradías ubetenses que, por amor a su Semana Santa y de manera totalmente desinteresada, decidió acabar con el problema que suponía para las economías cofradieras tener que pagar costaleros asalariados.
Así se refleja en el número 1 de la revista “Costalero”:
“Un grupo de jóvenes cofrades que sentíamos los invisibles y silenciosos alientos de nuestros antepasados, sentíamos el agradable peso de la tradición en nuestras espaldas y sobre todo, unidos en la fe, decidimos que a pesar de estar cada uno en nuestra cofradía, también sería posible formar un grupo compacto que nos agrupara a todos, en el marco de la Agrupación de Cofradías. Todo esto se pensaba y sentía bajo los tronos… Así decidimos formar una asociación que acogiera a los costaleros, cuadrilleros y todos los que participan en los desfiles procesionales con el esfuerzo de llevar un trono… Así nace la Asociación de Costaleros de Úbeda”.

## Orígenes y fundación
Fue justo tras la Semana Santa de 1984 y debido a los problemas que las cuadrillas de costaleros asalariados habían planteado durante sus desfiles procesionales a algunas cofradías (amenazando con abandonar en mitad del desfile si no se pactaba un nuevo estipendio), cuando un grupo de jóvenes de diversas hermandades decidieron poner su tiempo y esfuerzo en manos de las hermandades que lo necesitasen para sacar sus imágenes.

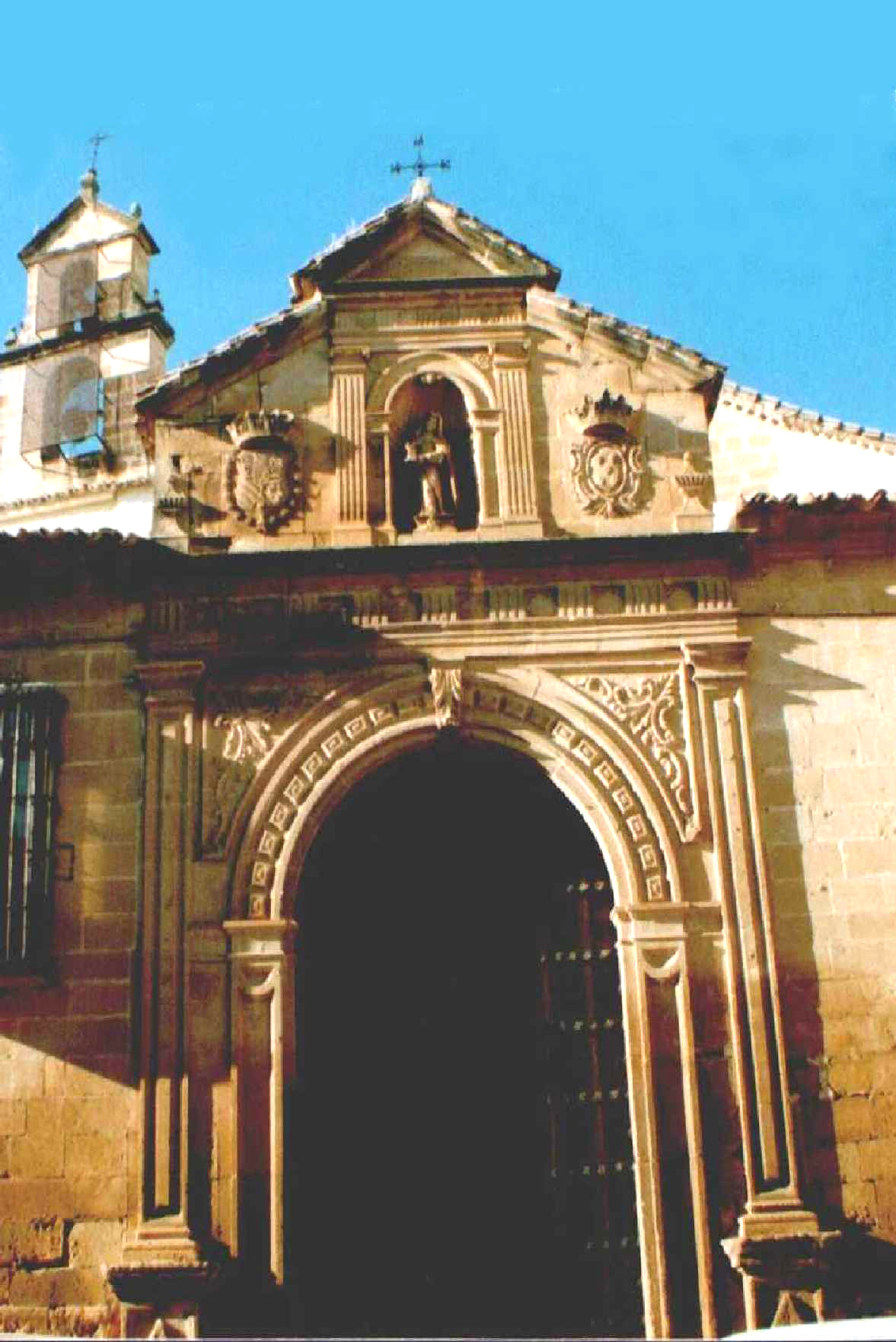
Monasterio de Santa Clara

El 12 de abril de 1984 y en la Casa de Cofradías, tenía lugar una reunión con representantes y presidentes de las distintas cofradías y se nombró una comisión para dar forma a esta idea. Se constituía así la Asociación de Costaleros de Semana Santa de Úbeda y pasaba a formar parte, como vocalía, de la Agrupación de Cofradías de Semana Santa de Úbeda (la actual Unión de Cofradías), presidida por entonces por D. Antonio Pozas Murcia.

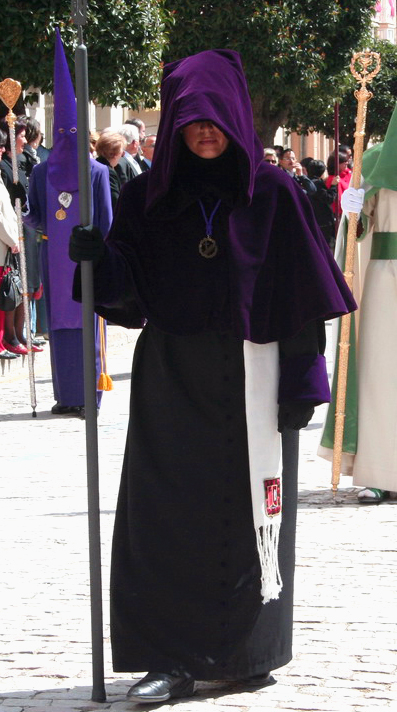
Traje de Estatutos

## Estatutos
Los actuales estatutos fueron aprobados en el año 1990, constituyéndose desde entonces la antigua asociación en la actual Hermandad de Costaleros del Santísimo Cristo de la Pasión. En ellos se designa al Real Monasterio de Santa Clara como sede en la que recibirá culto la imagen titular de la hermandad, siendo la parroquia Santa María y San Pablo su sede canónica.

## El hábito penitencial
Fue aprobado en la Asamblea General Extraordinaria celebrada el 15 de enero de 2010 y está compuesto por una capucha con capelina, al estilo cartujo, elaborada en terciopelo morado. Hay hermanos nazarenos que llevan un capirucho alto en terciopelo morado con largo pico trasero que cubre por debajo el muslo. La túnica es de sarga negra con bocamangas y abotonadura en terciopelo morado y va ceñida por una faja en color crudo de las que usan los costaleros; se coloca anudada sobre el lado izquierdo y lleva bordado el escudo de la hermandad. El resto de la vestimenta lo forman zapatos y guantes negros y la medalla de la hermandad sobre la capelina. El elemento de luz lo compone una tulipa de barro cocido y calado con filigrana sobre un varal o mástil de madera.
Los costaleros que cargan el paso van equipados de la siguiente forma: sobre la cabeza un costal con su correspondiente morcilla, camiseta blanca con pantalón negro, faja de color crudo con el escudo de la hermandad bordado, similar al que llevan los hermanos de luz y sudadera de color morado. Las zapatillas son negras.

## Itinerario procesional

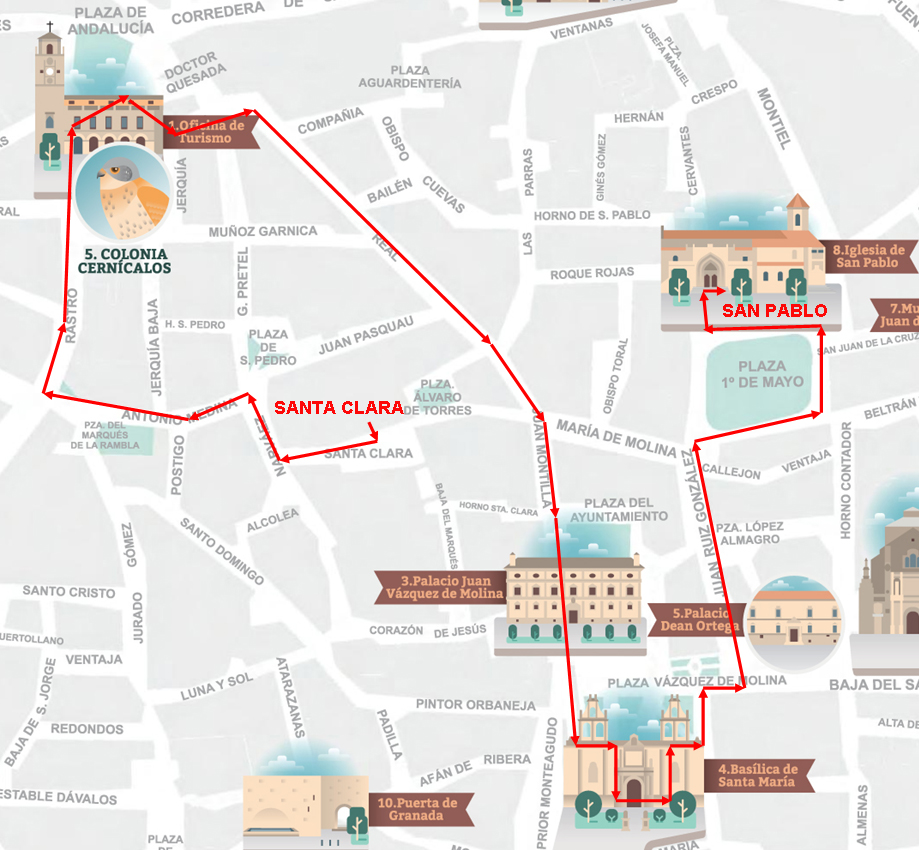
Itinerario procesional

Las nueve y media de la noche del Lunes Santo es la hora de salida procesional desde la iglesia del Convento de Santa Clara. El recorrido discurre por las calles Santa Clara, Narváez, Plaza de San Pedro, Antonio Medina, Plaza del Marqués de la Rambla, Rastro, Plaza de Andalucía, Plaza del Doctor Quesada, Real, Juan Montilla, Plaza Vázquez de Molina, entrada en Santa María en torno a las 23:30 horas por la Puerta de la Adoración, estación de penitencia en el interior de la basílica, salida de Santa María por la Puerta de la Consolada, Plaza Vázquez de Molina, Juan Ruiz González, se rodea la Plaza 1º de Mayo y entrada en el templo de San Pablo.

## Hermanos Mayores
Desde su fundación, y según los estatutos, al Hermano Mayor  se le  llama “capataz”. Estos son los  que han estado al frente de la Hermandad de Costaleros:
- Francisco Salido Molina (1984-1987)
- Lorenzo Martínez Fernández (1987-1990)
- Lorenzo Fernández Casas (1990-1991)
- Francisco Salido Molina (1991-1996)
- Ignacio Martínez Valenzuela (1996-2003)
- Luis Ruiz Ruiz (2003-2009)
- Tíscar Martínez Sánchez (2009-2012)
- Francisco Luis Sáez Aparicio (2012-2013)
- Jesús Manuel López Gámez (2013-2019)
- Miriam Ortiz Sánchez (actual Hermana Mayor)

## Paso del Cristo
El paso del Cristo de la Pasión es portado a costal sobre canastilla por veinticuatro hermanos. La talla de dicha canastilla se estrena el año 2011, en su primera fase, y ha sido realizada por Alfonso Ruiz Esteban del Taller "Legno Restauro" de Úbeda. Es de estilo renacentista, sobrio y sencillo, con líneas rectas y molduras situadas a diferentes planos. En su frontal presenta una talla de la fachada del convento de Santa Clara. 
La imagen del Cristo de la Pasión, situada sobre un monte en el centro del paso de misterio, va flanqueada en sus cuatro esquinas por cuatro faroles de orfebrería realizados por Paula Orfebres de Lucena.

## Imágenes del Cristo de la Pasión
A lo largo de su existencia, la hermandad ha venerado dos imágenes del Cristo de la Pasión o conocido popularmente como el “Cristo de los Costaleros”.

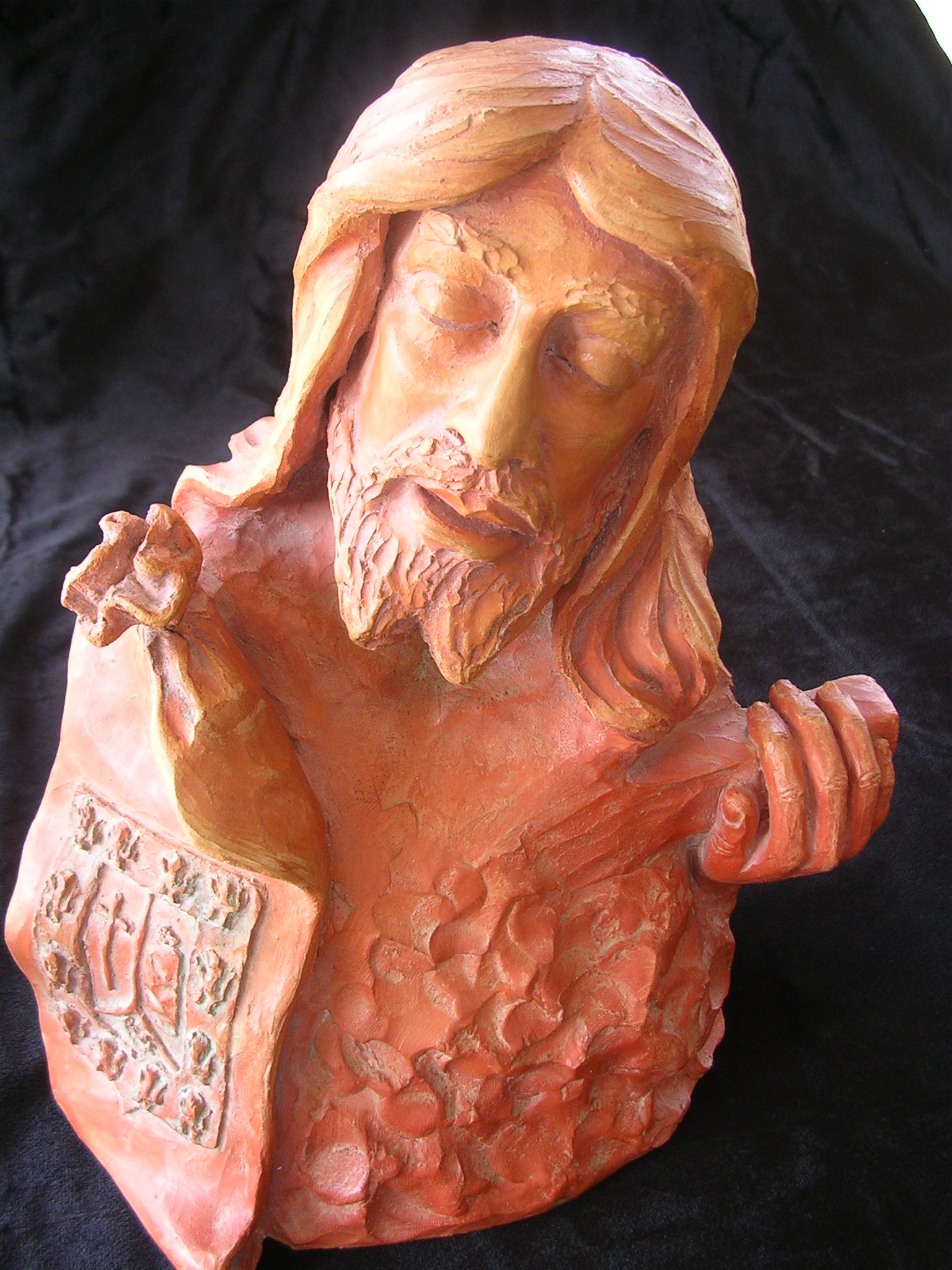
Antiguo busto del Cristo de la Pasión

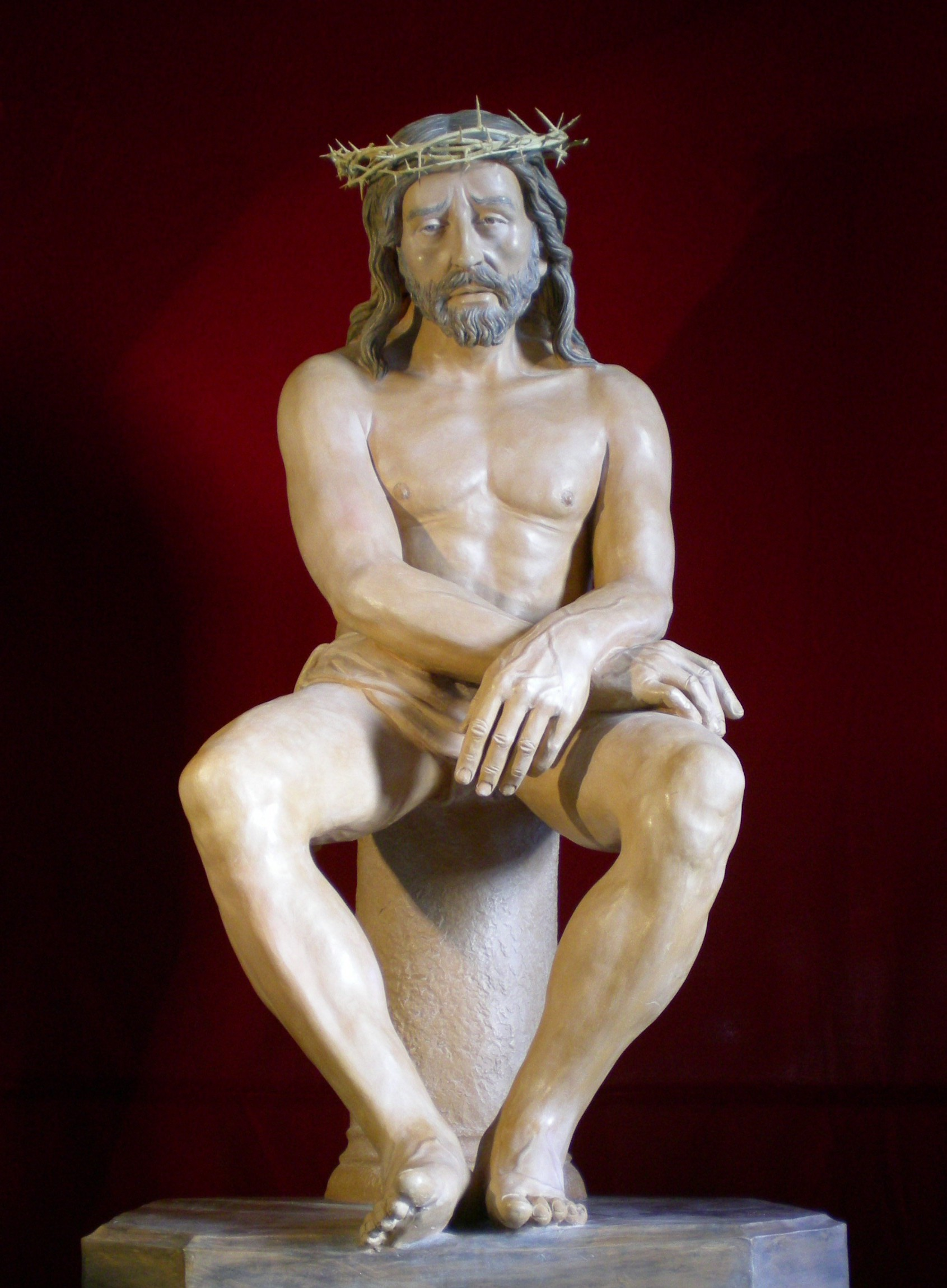
Segunda imagen del Cristo de la Pasión

### Sobre la primera Imagen
La primitiva imagen era un busto de reducidas dimensiones que representaba una alegoría del costalero. Fue elaborado en 1986 por el alfarero ubetense Francisco Martínez Villacañas “Paco Tito”. Esta imagen nunca ha procesionado pero siempre ha presidido los actos celebrados por la hermandad hasta la bendición de la nueva imagen.

### La segunda Imagen
La segunda imagen del Cristo de la Pasión es obra, como la anterior, de Paco Tito, quien, en compañía de su hijo Pablo Tito la realizó en 2007, según se puede leer en una inscripción que se halla en su peana: “Esta imagen se terminó de modelar el día 11-8-2007 festividad de Santa Clara. Paco Tito e hijo”. Fue donada a la hermandad en el año 2009 para su posterior bendición. Fue el director espiritual de la hermandad, Don José Araque Quesada, quien la bendijo el 17 de octubre de 2009.

### La Imagen actual

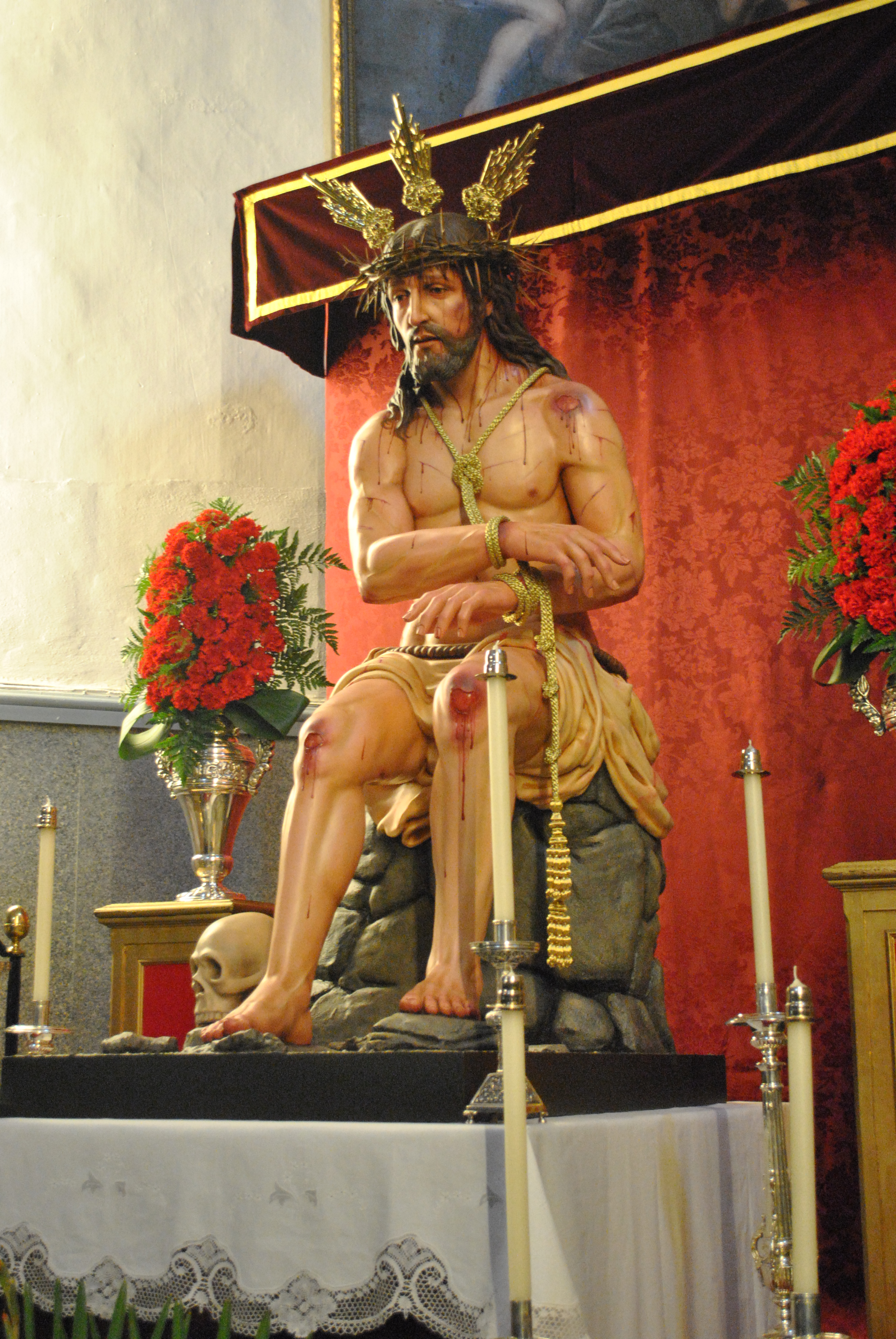
Actual Imagen del Cristo de la Pasión

Desde el año 2015 procesiona una nueva Imagen Titular cuya realización fue aprobada en Asamblea General de fecha de 9 de noviembre de 2013.
Su realización ha corrido a cargo de Dª María Esther y Dª Laura Moreno Obra (Arte y Restauraciones Moreno). Esta imagen representa a Cristo reflexivo sentado en el Calvario mientras espera su muerte. Fue bendecida por el Consiliario de la hermandad D. Antonio Vela Aranda el 14 de febrero de 2015 en el Real Monasterio de Santa Clara.

## La Marcha de la Hermandad
La hermandad cuenta con una marcha musical cuyo título es “Costaleros” y que es obra de Gabriel Barbero de la Blanca. Fue estrenada en el Pregón de Semana Santa del año 1992. En el año 2015 se estrena la marcha “Santísimo Cristo de la Pasión”, obra del mismo compositor. El 29 de marzo de 2021 era presentada la letra de la marcha "Costaleros" escrita por Gabriel Barbero Consuegra “Costaleros, versión cantada”

## La Bandera y el Escudo

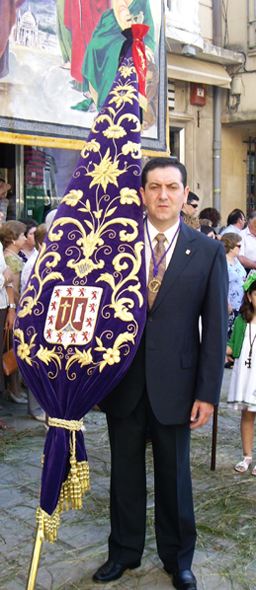
Bandera de la Hermandad de Costaleros

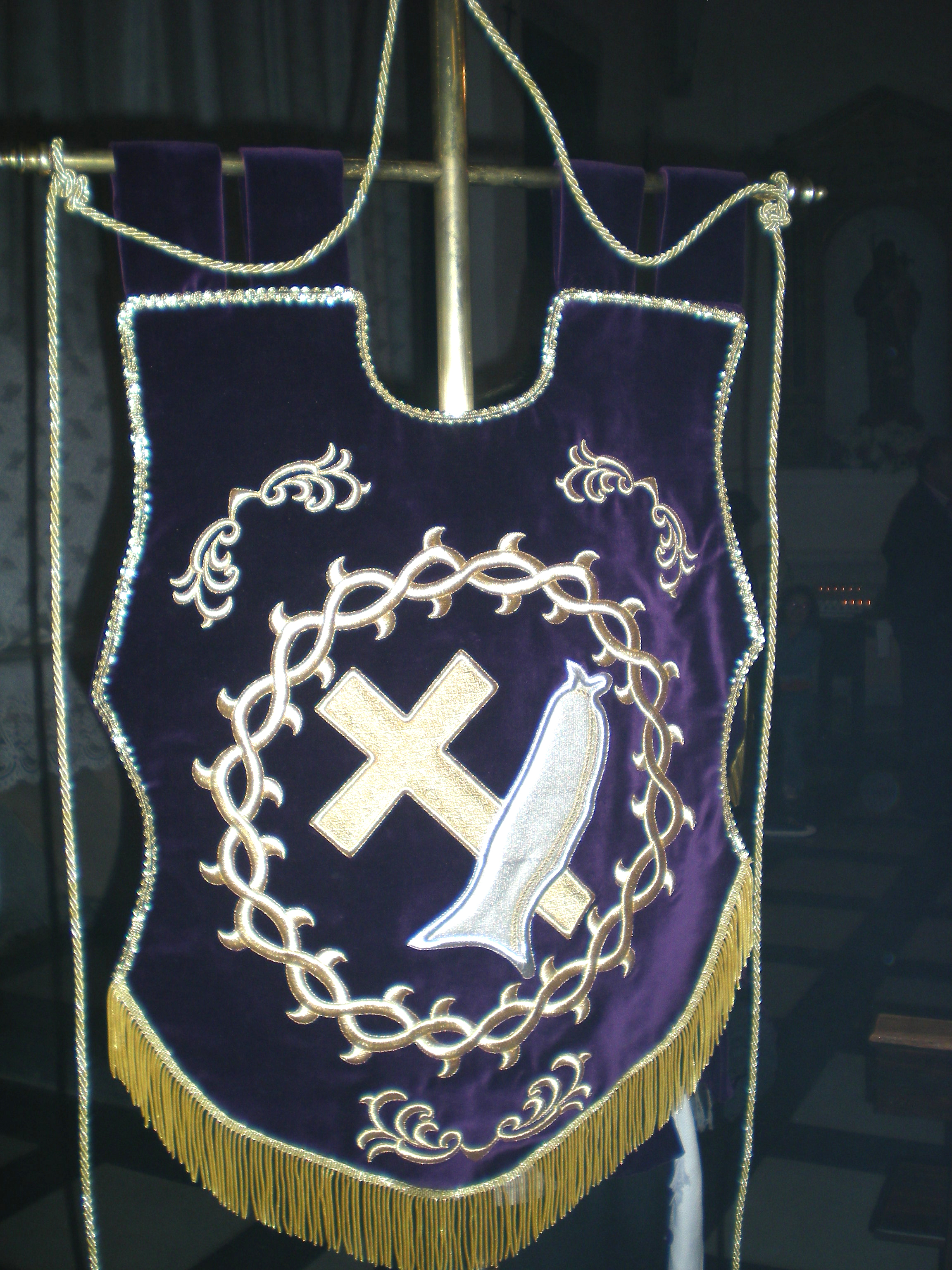
Banderín de la Hermandad de Costaleros

La primitiva bandera de la Hermandad fue bendecida en 1985, en la primera Fiesta Principal, celebrada por Don Eusebio Figueroa Mora, primer director espiritual. Tal y como se describe en el número 2 de la revista “Costalero”: 
“Sobre el color morado de penitencia, que sirve de fondo, ya que es penitencial nuestro procesionar, se distingue nuestro escudo. Enmarcado con la orla de los doce leones tan representativos en el escudo de Úbeda. Ubetenses somos y por nuestra ciudad luchamos. Por eso hacemos nuestro el escudo de todos. En su interior, partido en dos, se ostenta airosa la Cruz, en la parte derecha. Cruz latina en negro que simboliza nuestra fe y militancia en la Iglesia Católica. En su parte izquierda se refleja un costal cargado. El costal ha representado siempre a los costaleros. Por extensión universal representa a todos los que llevamos un trono, de una u otra forma. Simboliza el esfuerzo, el trabajo y la entrega de estos cirineos. Costal pues, lleno de trabajo y sudor, y entusiasmo. El costal es de color blanco con dos líneas en su parte más izquierda, una en rojo y otra en azul, a la tradicional usanza. Todo ello sobre campo de gules. Abajo los tres clavos en el centro de una corona de espinas sobre fondo morado, simboliza la pasión y la penitencia”.
La actual bandera se comenzó a bordar en el año 2002 por Juan Carlos Colmenero en Jaén. Se adoptó el tipo “bacalao” y se elaboró sobre terciopelo morado. El escudo va bordado de la siguiente forma: orla en blanco-plata con los doce leones rampantes en gules. El interior, campo de gules dividido en dos cuarteles verticales. En el derecho cruz latina y en el izquierdo un costal hinchado. En el vértice inferior, en un espacio intercuartel, una corona de espinas, en oro, sobre fondo morado de pasión, y tres clavos de plata.
La bandera fue concluida en el año 2004 por las monjas Clarisas de Alcaudete, que realizaron el trabajo de bordado en hilo de oro que ornamenta con motivos vegetales y barrocos el terciopelo morado que la compone.
El año 2011 se estrenan dos banderines a juego con la bandera y realizados por Bordados Cabra de Huelma y en el 2012 el Libro de Reglas, obra de D. Miguel  Nebrera  Campos. En 2023 se realizan otros dos banderines iguales a los anteriores en el mismo taller de bordado y se montan sobre crucetas de orfebrería y madera elaboradas por Paula Orfebres de Lucena, así como el mástil de la bandera.

## El Pregón del Costalero
Una cita necesaria en los actos previos a la Semana Santa de Úbeda es la celebración del tradicional “Pregón del Costalero” que suele acaecer dos semanas antes del Domingo de Ramos. Por el estrado de dicho pregón han pasado personalidades ligadas a la Semana de Pasión ubetense y más particularmente a la Hermandad de Costaleros. Estos han sido nuestros pregoneros:
1. Ramón Molina Navarrete (1986)
2. Juan Ramón Martínez Elvira (1994)
3. Francisco Martínez Villacañas "Paco Tito" (1995)
4. Joaquín Montes Bardo (1996)
5. Juan Rubio Fernández (1997)
6. Pedro González Navarrete (1998)
7. Ramón Grau de Urda (1999)
8. Miguel Molina Navarrete (2000)
9. José Luis Latorre Bonachera (2001)
10. Alfonso Miranda Pérez (2002)
11. Antonio Fuentes Miranda (2003)
12. Juan de Dios Peñas Martínez (2004)
13. Francisco Rienda Ruiz (2005)
14. Juan Pablo Martínez Sánchez "Pablo Tito" (2006)
15. Antonio Jesús Ortiz Martos (2007)
16. Antonio José Jimena Molina (2008)
17. Pedro Mariano Herrador Marín (2009)
18. Juan Antonio Soria Arias (2010)
19. Santiago Muñoz de la Torre (2011)
20. Ginés Jesús Jimena Molina (2012)
21. Ángel Pérez Resa (2013)
22. Juan de Dios Peñas García-Blanca (2014)
23. Rafael Martínez Redondo (2015)
24. Juan Jesús Portillo del Valle (2016)
25. Francisco López Marín (2017)
26. Juan José Santisteban Moya (2018)
27. Bartolomé José Martínez García (2019)
28. Antonio Jesús Martínez Olivares (2022)
29. María Jesús López Morel (2023)
30. José Ramón Molina Hurtado (2024)
31. Juan Ángel Gómez Cano (2025)